# Mysterium (album)
Pour les articles homonymes, voir Mysterium.
Mysterium est un album de John Zorn qui comprend trois pièces datées de 2004 : Orphée pour petit ensemble,  inspiré de Debussy, Frammenti del Sappho pour quintet de voix et Walpurgisnacht pour trio à cordes. Il est paru en 2005 sur le label Tzadik dans la série Composer consacrée à la musique classique contemporaine.

## Titres
| 1.    | Orphee                | 9:15  |
| 2.    | Frammenti Del Sappho  | 13:37 |
| 3.    | Walpurgisnacht, Pt. 1 | 2:53  |
| 4.    | Walpurgisnacht, Pt. 2 | 5:12  |
| 5.    | Walpurgisnacht, Pt. 3 | 1:54  |
| 32:51 |                       |       |

## Personnel
Sur Orphée :
- Tara O'Connor - flute
- Lois Martin - alto
- June Han - harpe
- Stephen Gosling - celesta, clavecin
- David Shively - percussion
- Ikue Mori - electronique
- Brad Lubman - chef d'orchestre

Sur Frammenti del Sappho :
- Lisa Bielawa - voix
- Martha Cluver - voix
- Abby Fischer - voix
- Kirsten Sollek - voix
- Martha Sullivan - voix
- Brad Lubman - chef d'orchestre

Sur Walpurgisnacht :
- Jennifer Choi - violon
- Fred Sherry - violoncelle
- Richard O'Neill - alto